# Herbert Wegener
Herbert Wegener (* 23. Juli 1909 in Lübeck; † 7. März 1980 ebenda) war ein deutscher Bibliothekar.

## Leben und Wirken
Nach seiner Reifeprüfung 1928 am Johanneum zu Lübeck studierte Herbert Wegener Germanistik, Geschichte, Anglistik und Nordische Sprachen an den Universitäten München (1928 bis 1930), Greifswald (1929), Königsberg (1930/31) und Kiel (1931 bis 1934). An der Christian-Albrechts-Universität zu Kiel promovierte er 1934 bei dem Germanisten Carl Wesle. Von 1936 bis 1937 war Wegener zunächst Mitarbeiter am Deutschen Wörterbuch in Berlin und bis 1938 am Volkskunde-Atlas in Berlin. Im Jahre 1938 trat er an der Staats- und Universitätsbibliothek Königsberg in den Dienst als wissenschaftlicher Bibliothekar ein und legte 1941 an der Bayerischen Staatsbibliothek die Fachprüfung hierfür ab. Danach war er von 1942 bis 1945 wieder an der Universitätsbibliothek Königsberg tätig. Von 1945 bis 1971 arbeitete Wegener als Bibliothekar an der Stadtbibliothek Lübeck. Hier hat er u. a. Briefe von Thomas Mann und Emanuel Geibel herausgegeben.

## Schriften
- Studien zum Friedrich von Schwaben. Klinz, Halle/S. 1934 (Dissertation Universität Kiel, mit Lebenslauf) (Digitalisat).
- Zum auswärtigen Leihverkehr. In: Hermann Tiemann (Hrsg.): Probleme des Wiederaufbaus im wissenschaftlichen Bibliothekswesen. Hansischer Gildenverlag, Hamburg 1947, S. 125–136.
- Hinrich Scharbau und die Scharbau-Stiftung. In: Der Wagen. Ein lübeckisches Jahrbuch 1951, S. 125–128.
- Aus der Baugeschichte der Stadtbibliothek. In: Lübeckische Blätter 89 (1953), S. 142–144.
- Die Geibel-Sammlung der Stadtbibliothek. In: Lübeckische Blätter 117 (1957), S. 126–130.
- (Hrsg.): Thomas Mann / Briefe an Paul Amann 1915–1952  (= Veröffentlichung der Stadtbibliothek Lübeck, N.R., Bd. 3). Schmidt-Römhild, Lübeck 1959.
- (Hrsg., mit Hans Reiss): Emanuel Geibel / Briefe an Henriette Nölting 1838–1855 (= Veröffentlichung der Stadtbibliothek Lübeck, N.R., Bd. 6). Schmidt-Römhild, Lübeck 1963.